# Anapoma prominens
Anapoma prominens là một loài bướm đêm trong họ Noctuidae.